# 1920 у футболі
Нижче наведені футбольні події 1920 року у всьому світі.

## Засновані клуби
- Геренвен (Нідерланди)
- Кальярі (Італія)
- Миколаїв

## Національні чемпіони
- Австрія: Рапід (Відень)
- Англія: Вест Бромвіч Альбіон
- Бельгія: Брюгге
- Данія: Копенгаген (1876)
- Ісландія: Вікінгур
- Італія: Інтернаціонале
- Люксембург: Фола
- Нідерланди: Бі Квік
- Німеччина: Нюрнберг
- Парагвай: Клуб Лібертад
- Швеція: Юргорден
- Шотландія: Рейнджерс
- Угорщина: МТК
- Уругвай: Насьональ